# 도쿄 국제 애니메이션 페어

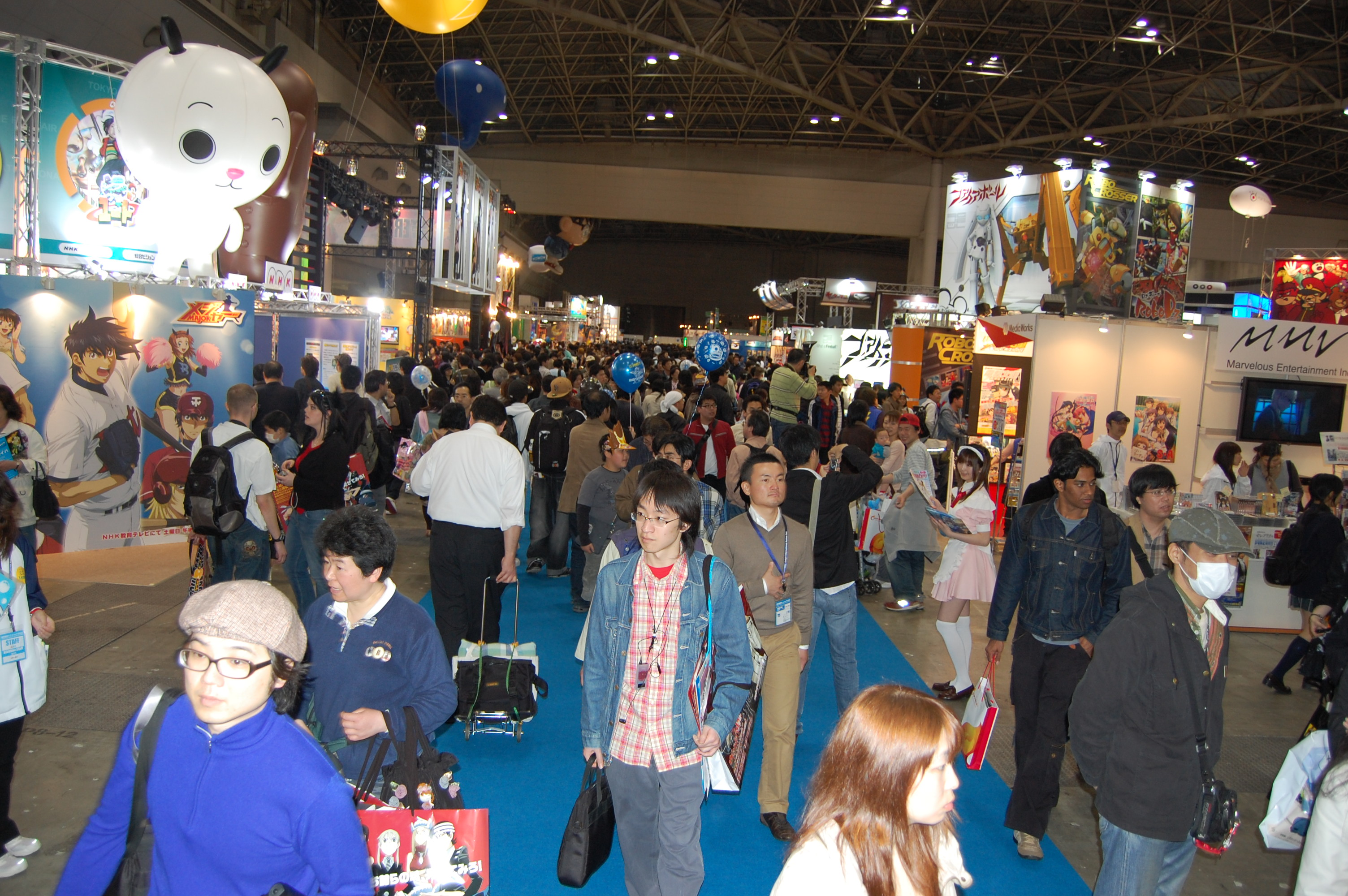
2008년도의 전시장.

도쿄 국제 애니메이션 페어(일본어: 東京国際アニメフェア 토쿄 곳사이 아니메 페어[*], Tokyo International Anime Fair, TAF)이란 매년 3월말에 도쿄 빅 사이트에서 개최된 애니메이션 업계 최대 이벤트이다. 도쿄도지사 이시하라 신타로의 '일본의 애니메이션을 세계에 알려 상거래의 장을'이란 발언에 따른 제안에 따라 개최되었다.

## 인용
1. ↑  “石原都知事の政策　東京国際アニメフェア”. 2010년 12월 12일에 원본 문서에서 보존된 문서. 2010년 12월 11일에 확인함.